# Mellervang Koret
Mellervang Koret er et kor bestående af elever fra Mellervangskolen i Aalborg, som udgav plader i slut 70erne og start 80erne 
Blandt udgivelserne er
- Sådan en fredag 1979
- Dannys drøm 1980
- På vej 1981
- Verden er din i morgen 1982